# كيمبرلي ويليامسون
كيمبرلي ويليامسون (بالإنجليزية: Kimberly Williamson) هي منافسة ألعاب القوى جامايكية، ولدت في 2 أكتوبر 1993 في Frankfield ‏ في جامايكا.

## وصلات خارجية
- كيمبرلي ويليامسون على موقع الاتحاد الدولي لألعاب القوى (الإنجليزية)
- كيمبرلي ويليامسون على موقع TFRRS.org (الإنجليزية)
- كيمبرلي ويليامسون على موقع TFRRS.org (الإنجليزية)
- كيمبرلي ويليامسون على موقع TFRRS.org (الإنجليزية)
- كيمبرلي ويليامسون على موقع اتحاد ألعاب الكومنولث (مؤرشف) (الإنجليزية)